# کلاته بازرگان
کلاته بازرگان یک روستا در ایران است که در دهستان باقران واقع شده‌است.